# Pablo Escobar (futebolista)
Pablo Daniel Escobar Olivetti, mais conhecido como Pablo Escobar (Assunção, 12 de Julho de 1978), é um ex-futebolista paraguaio naturalizado boliviano que atuava como atacante ou meia.

## Carreira
Em 2004 foi artilheiro torneio Clausura do Campeonato Boliviano com 17 gols marcados pela equipe do San José.
Em Julho de 2008, depois de um ótimo desempenho pessoal no torneiro Apertura em 2008 pelo The Strongest no qual foi artilheiro com 16 gols, foi sondado pelo Grêmio, de Porto Alegre, embora, depois foi descartado pela diretoria do clube.
Em 2008 recebeu cidadania boliviana e assim podendo atuar pela Seleção Nacional, no mesmo ano teve uma curta passagem pelo Ipatinga. 
Assinou em 5 de Janeiro de 2009 com o Santo André, e em sua terceira partida pelo clube, sendo a primeira como titular, marcou 2 gols na vitória contra o Marília, em um jogo válido pelo Campeonato Paulista. Com esse bom desempenho apresentado na equipe paulista foi especulado no Flamengo porém optou em permanecer no ABC Paulista. O jogador porém perdeu a sua titularidade no Campeonato Brasileiro, e deixou a equipe no dia 18 de Dezembro do mesmo ano.
No dia 1 de dezembro de 2010, foi anunciado pelo Botafogo de Ribeirão Preto como reforço para o Paulistão 2011.Atualmente está jogando pelo The Strongest, onde pretende encerrar a carreira.

## Estatísticas em Campeonatos Brasileiros
| Time        | Partidas | Gols |
| ----------- | -------- | ---- |
| Ipatinga    | 12       | 3    |
| Santo André | 25       | 7    |
| Ponte Preta | 21       | 3    |
| TOTAL       | 58       | 13   |

## Títulos
Olimpia
- Campeonato Paraguaio - 1999

The Strongest
- Copa Aerosur: 2007.